# Клітинні нейронні мережі
Кліти́нні нейро́нні мере́жі (КНМ, англ. Cellular neural networks (CNN)) — обчислювальні мережі, схожі за функціонуванням до штучних нейронних мереж, але відрізняються тим, що взаємодії відбуваються лише між сусідніми одиницями. КНМ застосовують для обробки зображень, аналізу 3D поверхонь, обчислення диференційних рівнянь в часткових похідних, приведення негеометричних завдань до геометричних карт, моделювання зору та інших сенсомоторних функцій.

## Архітектура КНМ
В зв'язку з великою чисельністю різних архітектур важко дати точне визначення для клітинної нейронної мережі. З точки зору архітектури мереж, КНМ — це система скінченних, чисельно фіксованих, топологічно-фіксованих, локально з'єднаних нелінійних обчислювальних одиниць, що мають багато входів і лише один вихід. Нелінійні обчислювальні одиниці часто називаються нейронами або клітинами.
Математично кожна клітина може бути змодельована як дисипативна, нелінійна динамічна система, в якій інформація закодована через її початковий стан, входи та інші змінні, які визначають її поведінку.
Якщо динаміка станів клітин є неперервною в часі — тоді говорять про Неперервні КНМ (англ. Continuous-Time CNN).
Якщо динаміка є дискретною в часі, то говорять про Дискретні КНМ (англ. Discrete-Time CNN). Кожна клітина має один вихід, за допомогою якого вона передає інформацію про свій стан з іншими клітинами та зовнішніми пристроями. Вихідний сигнал є зазвичай дійсним числом, проте може бути комплексним, або навіть кватерніоном в Багатозмінній КНМ (англ. Multi-Valued CNN).
Зазвичай нейрони (клітини) мережі є однаковим, але в деяких випадках застосовують різні типи (в Неоднорідних КНМ, англ. Non-Uniform Processor CNN). В оригінальній моделі Чуа (англ. Chua) і Янга (англ. Yang) — Chua-Yang CNNстан клітин був ваговою сумою вхідних сигналів, і вихід був кусочно-лінійною функцією. Однак, як і Перцептронні моделі штучних нейронних мереж, ця модель мала обмежені корисні властивості. Наприклад, вона не була здатною моделювати нелінійні функції, наприклад XOR.
Сучасні нелійні КНМ здатні вирішити задачі моделювання нелійних функцій. Клітини зазвичай визначаються в двовимірному просторі з евклідовою геометрією, з розташуванням у вигляді квадратної сітки. Інколи клітини визначаються в багатовимірному просторі з трикутним, гексагональним або іншим просторово-інваріантним розміщенням. Топологічно клітини можуть розміщуватись на кінцевій площині або на тороїдальній площині. Клітини з'єднані локальними зв'язками. Це означає, що усі зв'язки однієї клітини знаходяться в межах певного радіусу (відстань вимірюється топологічно).
Зв'язки також можуть бути із затримкою в часі для того щоб працювати з даними в часі. Більшість архітектур КНМ мають клітини з однаковою коннективністю, однак є приклади застосування нейронних мереж, в яких необхідна просторово варіантна топологія (коннективність різна в різних ділянках КНМ). Можуть також застосовуватись багатошарові КНМ (англ. Multiple-Layer CNN (ML-CNN)), де клітини одного шару є ідентичними, для збільшення обчислювальних можливостей КНМ.
Не зважаючи на локальну коннективність клітинних нейронних мереж, обмін інформацією між віддаленими ділянками нейронної мережі може відбуватись шляхом дифузії. КНМ являють собою набір незалежних, взаємодіючих структур, що формують інтегроване ціле. Складність поведінки КНМ більша, ніж складність поведінки окремих клітин (нейронів). Тобто, клітинні нейронні мережі володіють емерджентними властивостями.